# Градска општина Гроцка
Општина Гроцка је градска општина Града Београда. Према подацима са последњег пописа 2022. године у општини је живело 82.810 становника

## Насељена места
Гроцка је удаљена од центра града око 25 km, обухвата површину од 289 km² и припада јој 15 насеља: Бегаљица, Болеч, Брестовик, Винча, Врчин, Гроцка, Дражањ, Живковац, Заклопача, Калуђерица, Камендол, Лештане, Пударци, Ритопек и Умчари.
Насеља Бегаљица, Брестовик, Дражањ, Живковац, Заклопача, Камендол, Пударци, Ритопек и Умчари су класификована као сеоска, док су насеља Гроцка, које је уједно и административни, привредни и културни центар Општине, затим Калуђерица, Винча, Болеч, Лештане и Врчин, класификована као урбана.
| Насељено место         | Број становника | Број становника | Промена (%) |
| Насељено место         | Попис 2011.     | Попис 2022.     | Промена (%) |
| ---------------------- | --------------- | --------------- | ----------- |
| Бегаљица               | 3.029           | 2.715           | -10,37%     |
| Болеч                  | 6.410           | 5.955           | -7,10%      |
| Брестовик              | 1.045           | 928             | -11,20%     |
| Винча                  | 6.779           | 6.924           | +2,14%      |
| Врчин                  | 9.088           | 8.601           | -5,36%      |
| Гроцка                 | 8.441           | 8.154           | -3,40%      |
| Дражањ                 | 1.441           | 1.203           | -16,52%     |
| Живковац               | 371             | 302             | -18,60%     |
| Заклопача              | 2.297           | 2.125           | -7,49%      |
| Калуђерица             | 26.904          | 28.483          | +5,87%      |
| Камендол               | 964             | 795             | -17,53%     |
| Лештане                | 10.473          | 10.454          | -0,18%      |
| Пударци                | 1.353           | 1.209           | -10,64%     |
| Ритопек                | 2.613           | 2.669           | +2,14%      |
| Умчари                 | 2.699           | 2.293           | -15,04%     |
| Градска општина Гроцка | 83.907          | 82.810          | -1,31%      |

Општина се налази у источном делу Београда, у северном делу Шумадије, са северним делом у Подунављу, док је јужни део смештен око долине реке Раље, која је притока Језаве, левог рукавца Велике Мораве.
Са надморском висином од свега 71 метра, општина Гроцка је један од најнижих делова Београда.
Друге реке у општини су Болечица и Грочица.

### Гроцка
Гроцка је мала варош на десној обали Дунава, на ушћу реке Грочице у Дунав 30 km источно од Београда. Упркос томе што је седиште општине, по броју становника је тек четврта - после Калуђерице, Врчина и Лештана.
Број становника насеља Гроцке:
| Година          | 1921. | 1953. | 1971. | 1981. | 1991. | 2002. | 2005. | 2011. |
| Број становника | 2.808 | 3.200 | 4.955 | 6.394 | 7.420 | 8.338 | 8.719 | 8.441 |

Насеље има стару главну улицу са дућанима, пиљарама и малим административним центром, који је претворен у пешачку зону - Грочанску чаршију.
На месту на коме се налази данашња Гроцка је некада пролазио део Лимеса - војне границе одбране Античког Рима. Пронађени су остаци неколико сахат-кула и малих утврђења у оближњим селима дуж обале Дунава.
Насеље се под овим именом први пут помиње 878. године под словенским именом Градец, а садашње име Гроцка је успостављено 1550.

## Становништво
Општина има 83.907 становника (према попису из 2011. године), мада се процењује да их тренутно има око 78.825, што је у просеку 273 становника по km² (податак из децембра 2005. године).
Захваљујући имиграцијама и повећању природног прираштаја у свим градским општинама, Гроцка је већ деценијама једно од најбрже растућих подручја у Београду. Годишњи природни прираштај је у последњих 10 година био у просеку око 1,2%.
Популација се нагло повећала у протеклих 30 година, и то:
1971-2005 до 2.23 пута;
1971-81 до 4,5% годишње.
Нажалост, као и у другим сличним подручјима у околини Београда, брз раст популације није праћен једнаким развојем инфраструктуре (путева, водовода, канализације и одношења отпада).
Број становника у протеклих 50 година:
| Година          | 1961.  | 1971.  | 1981.  | 1991.  | 2002.  | 2005.  | 2011.  |
| Број становника | 32.836 | 35.275 | 54.599 | 65.735 | 75.466 | 78.825 | 83.907 |

Са избеглицама из Босне и Херцеговине, Хрватске, и са Косова и Метохије, процењује се да је број становника већ прешао 100.000.
Према последњем попису из 2022. етнички састав становништва био је следећи:
| Етнички састав према попису из 2022.‍ | Етнички састав према попису из 2022.‍ | Етнички састав према попису из 2022.‍ | Етнички састав према попису из 2022.‍ | Етнички састав према попису из 2022.‍ |
| ------------------------------------ | ------------------------------------ | ------------------------------------ | ------------------------------------ | ------------------------------------ |
|                                      |                                      |                                      |                                      |                                      |
| Срби                                 | Срби                                 |                                      | 75.735                               | 91,46%                               |
| Роми                                 | Роми                                 |                                      | 751                                  | 0,91%                                |
| Горанци                              | Горанци                              |                                      | 394                                  | 0,48%                                |
| Македонци                            | Македонци                            |                                      | 275                                  | 0,33%                                |
| Бугари                               | Бугари                               |                                      | 130                                  | 0,16%                                |
| Муслимани                            | Муслимани                            |                                      | 120                                  | 0,14%                                |
| Југословени                          | Југословени                          |                                      | 120                                  | 0,14%                                |
| Хрвати                               | Хрвати                               |                                      | 88                                   | 0,11%                                |
| Црногорци                            | Црногорци                            |                                      | 85                                   | 0,10%                                |
| Руси                                 | Руси                                 |                                      | 84                                   | 0,10%                                |
| Бошњаци                              | Бошњаци                              |                                      | 72                                   | 0,09%                                |
| Власи                                | Власи                                |                                      | 46                                   | 0,06%                                |
| Румуни                               | Румуни                               |                                      | 40                                   | 0,05%                                |
| Остали                               | Остали                               |                                      | 250                                  | 0,30%                                |
| Регионално                           | Регионално                           |                                      | 21                                   | 0,03%                                |
| Неизјашњени                          | Неизјашњени                          |                                      | 606                                  | 0,73%                                |
| Непознато                            | Непознато                            |                                      | 3.993                                | 4,82%                                |

## Економија
У демографском и економском погледу, општина је оштро подељена на два супротна дела. Западни део чини једно урбано подручје које се пружа ка Београду, доживљавајући пораст популације и економије због стотина малих компанија које су тамо лоциране. Овај део чине углавном насеља Калуђерица, Болеч, Лештане, Винча, Ритопек и друга. За то време, источни део је пољопривредан, нарочито у области воћарства, и, за разлику од самог центра Гроцке, доживљава опадање становништва.
Микроклима Гроцке је савршена за узгајање воћа и винове лозе, због чега је подручје источног Болеча једно од најпознатијих воћарских регија Србије. Услови су посебно погодни за раст бресака, кајсија, шљива, трешања и грожђа. Од осталих пољопривредних производа најважнија је пшеница.
Експериментална фарма Радмиловац у близини Винче, као део Пољопривредног Факултета Универзитета у Београду, бива проширена као земља на којој ће се вршити експерименти за пољопривредну производњу у будућности.
Што се текстилне индустрије тиче, најважнија фабрика је Гроцка, Дунав, познатија као Партизанка. Постоји још доста малих породичних фабрика и радионица, које се углавном налазе у западном делу општине.
Неке од главних саобраћајница, као нпр. Смедеревски пут и железнички и ауто-пут Београд-Ниш, пролазе кроз територију ове општине. Такође, има и неколико пристаништа на Дунаву (Винча, Гроцка) са перспективом да у наредних неколико година на њима буду изграђене марине.
Друга важна постројења у општини су Геомагнетска опсерваторија у Брестовику, Нуклеарни Институт (са нуклеарним реактором који је сада ван функције), и градска депонија у Винчи.
Туризам је овде најразвијенија делатност. Скоро свако насеље има свој летњи фестивал (Златни котлић у Гроцкој, или Дани трешње у Ритопеку, нпр.), а постоје и 3 викенд насеља на обали Дунава (већином су ту становници Београда). Женски манастир Рајиновац у Бегаљици, будућа марина и аквапарк у Гроцкој, и археолошко налазиште Винча само су нека од потенцијалних могућности за јачање туристичке делатности у овој општини.

## Историја
Општина Гроцка је постала део ширег подручја Града Београда 1955. године. Распуштањем општине Мали Мокри Луг 1957. источни део (села Калуђерица, Лештане и Винча) је припојен Гроцкој. Раних шездесетих општине Умчари и Врчин су такође распуштене и прикључене општини Гроцка. Од избора 2000. Гроцка је постала најтурбулентнија од свих београдских општина.
Недавни председници Скупштине општине:
- 1992 - 1996 - Богољуб Стеванић
- 1996 - новембар 24, 2000 - Милан Јанковић
- новембар 24, 2000 - јун 28, 2002 - Весна Р. Ивић
- јун 28, 2002 - децембар 8, 2002 - Милан Танасковић
- децембар 8, 2002 - април 15, 2003 - Сава Старчевић
- април 15, 2003 - децембар 15, 2004 - Владан Зарић
- децембар 15, 2004 - јун 23, 2005 - Блажо Стојановић
- јун 23, 2005 - новембар 4, 2005 - Драгољуб Симоновић
- новембар 4, 2005 - јул 2008 - Блажо Стојановић (други мандат)
- јул 2008 - Зоран Јовановић
- jun 2012 - Драгољуб Симоновић (други мандат)
- јануар 2013 -  Зоран Марков
- мај 2014 - Стефан Дилберовић

Као резултат економског и демографског раскорака између западног и источног дела општине, постоји иницијатива за поделу општине на 2 или можда чак 3 дела. Првенствено, ради се о деоби где би западни део постао посебна општина - општина Винча, док би источни део остао општина Гроцка. Постоји, такође, могућност да се Врчин отцепи од Гроцке и формира нову општину Авалски Венац, заједно са осталим насељима око Авале која припадају општини Вождовац (Бели Поток, Зуце, Пиносава).
Пријатељска је општина са атинским предграђем Агиа Параскеви (грчки: Αγία Παρασκευή)

## Култура
У Гроцкој се налазе две значајне установе културе: Библиотека „Илија Гарашанин” и Центар за културу Гроцка.
Библиотека „Илија Гарашанин” је од 90-тих година 20. века централна библиотека општине Гроцка у оквиру мреже општинских библиотека Библиотеке града Београда. До тада је била седиште Народног универзитета Гроцке, а име чува успомену на оснивача прве библиотеке у Гроцкој, знаменитог државника и Грочанина Илију Гарашанина. Налази се у центру насеља, у оквиру заштићене просторне културно-историјске целине Грочанска чаршија. У галерији библиотеке изложен је Легат др Александра Костића у коме се, између осталог, чувају и његови налази са археолошког локалитета Дубочај. Осим у Гроцкој, библиотека има огранке у Калуђерици и Врчину.
Центар за културу Гроцка је установа културе чија се делатност фокусира на организовања културних и образовних програма на територији градске општине Гроцка. Рад Центра је пре свега фокусиран на становништво градске општине Гроцка и креирање културног живота и задовољавање културних потреба локалне заједнице. Просторије центра смештене су у Ранчићевој кући, установљеној још 1966. године за споменик културе од великог значаја.
У централном делу насеља Гроцка, у улици Булевар ослобођења, налази се Грочанска чаршија, која представља карактеристичан амбијент српских насеља 19. века. Због свог значаја као стециште свих друштвених и економских збивања варошице 19. века, достигнућа народног неимарства и као сведока тог времена установљена је за непокретно културно добро као просторно културно-историјска целина од великог значаја. У ширем језгру грочанске вароши, у самој Чаршији и некадашњим чаршијским сокацима, налази се укупно 11 објеката — кућа заштићених као културна добра. Ван Грочанске чаршије као целине заштићено је седам сачуваних варошких кућа које су проглашене за споменик културе. Најстарија међу њима датира још из 18. века. Међу њима су и две које су у рангу споменика културе од великог значаја за Републику Србију - Ранчићева кућа и Цинцарска кућа.

## Туризам
- „Дани жена Бегаљице“ - излажу се ручни радови који се израђују током зиме и доносе се јела спремљена по старим рецептима. Посебан жири оцењује квалитет радова и јела а најбољи бивају награђени. Ретки су мушкарци који имају привилегију да буду позвани на ову светковину.
- „Спасовдански сабор хармоникаша“ у Болечу окупља најбоље хармоникаше из Гроцке и целе Србије. Поред хармоникаша, наступају и певачи који уз пратњу хармонике и оркестра певају старе и новокомпоноване народне песме.
- „Стваралачка Гроцка” средином јула месеца одржава се у „Ранчићевој кући“ и окупља уметнике широм територије општине. Организатор манифестације је Центар за културу Гроцка - институција културе градске општине Гроцка.
- '„Музичка башта”, јул-август месец. Фестивал организује Центар за културу Гроцка - институција културе градске општине Гроцка. Позорница је смештена у дворишту Ранчићеве куће, заштићеног споменика културе.
- Недељом пре Петровдана у Врчину се одржава фестивал фолклора. Давне 1989. године покренута је у Врчину културно-спортска манифестација под именом „Песмом за Србију“. У оквиру манифестације организоване су смотре фолклорног стваралаштва, такмичење певача аматера, изложбе слика и икона, концерти староградске и класичне музике, изложбе народног стваралаштва као и турнири у малом фудбалу, кошарци, рукомету, шаху. Највећу пажњу посетилаца привлачи такмичење у справљању ловачког паприкаша. Ову традицију наставља Фестивал фолклорног стваралаштва "КРЕНИ КОЛО" који је замишљен као место где ће се окупљати групе које негују фолклорно стваралаштво својих крајева.
- Последња недеља јула традиционално је посвећена "Грочанским свечаностима". Манифестација се одржава од 1968. године и траје седам дана. Садржи спортска догађања, музику и игру. У оквиру свечаности највећу пажњу привлачи такмичење у справљању рибље чорбе „Златни котлић Дунава“. Свих дана „Грочанских свечаности“ на обали Дунава одржава се и вашар.
- Последњи дани јула резервисани су за старе аутомобиле. Олдтајмери, или аутомобили ветерани, тада дефилују грочанским путевима. ГО Гроцка у сарадњи са "Олдтајмер клубом Београд" организује изложбу старих аутомобила.

Дунав са адама, пешчаним спрудовима и врбацима, која протиче поред Гроцке, пружа услове за одмор уз воду и риболов. Од рибљих врста преовлађују бела риба, сом и шаран.